# Stranahan House
Das Stranahan House liegt am Tarpon River (New River) in der Innenstadt von Fort Lauderdale in Florida. Es wurde 1901 von Frank Stranahan errichtet und ist das älteste Gebäude in Broward County. Das Gebäude steht unter Denkmalschutz und wird heute als Museum genutzt.

## Geschichte
Das 1901 von Stranahan als Stützpunkt für den Handel mit den Seminolen errichtete Gebäude wurde 1906 zum Wohnsitz des Erbauers und seiner Ehefrau Ivy Stranahan. Bis 1915 wurde das Haus ausgebaut. Nach dem Selbstmord Stranahans im Jahr 1929 war die Witwe gezwungen, das obere Stockwerk des Hauses als Gästehaus zu nutzen. Das später durch einen Anbau erweiterte Untergeschoss diente bis in die 1970er Jahre als Restaurant. Am 2. Oktober 1973 wurde Stranahan House in das National Register of Historic Places aufgenommen.
Ivy Stranahan vermachte das Gebäude der Seventh Day Adventist Church, von der es die Fort Lauderdale Historical Society 1975 übernahm. In der ersten Hälfte der 1980er Jahre wurde das Haus restauriert und in seinen Zustand von 1915 zurückgebaut. Seit 1984 wird es von der Stranahan House Museum, Inc. als spendenfinanziertes Museum geführt.